# مقاطعة كلارك (جورجيا)
مقاطعة كلارك (بالإنجليزية: Clarke County)‏ هي إحدى المقاطعات في ولاية جورجيا في الولايات المتحدة الأمريكية.

## أعلام
- إدوارد لويد توماس